# Peter Luykx
Peter F.A. Luykx, né le 6 mai 1964 à Neerpelt est un homme politique belge flamand, membre de la N-VA. 
Il est gradué en économie d'entreprise; administrateur délégué.

## Fonctions politiques
- Conseiller communal de Lommel
- Député fédéral (remplaçant Jo Vandeurzen):
  - du 21 décembre 2007 au 30 décembre 2008,
  - depuis le 2 juillet 2009.